# Église Notre-Dame de La Berthenoux
Pour les articles homonymes, voir Église Notre-Dame et Notre-Dame.
L'église Notre-Dame de La Berthenoux est une église catholique française. Elle est située sur le territoire de la commune de La Berthenoux, dans le département de l'Indre, en région Centre-Val de Loire.

## Situation
L'église se trouve dans la commune de La Berthenoux, au sud-est du département de l'Indre, en région Centre-Val de Loire. Elle est située dans la région naturelle du Boischaut Sud. L'église dépend de l'archidiocèse de Bourges, du doyenné du Boischaut Sud et de la paroisse de La Châtre.

## Histoire
L'église fut construite au XIIe siècle.
L'abbaye de Massay possédait un prieuré à La Berthenoux, fondé au IXe siècle, incendié en 1171. Du prieuré ne subsiste aujourd'hui que l'église devenue paroissiale depuis la Révolution.
C'est un édifice entièrement de la seconde moitié du XIIe siècle, à nef unique avec transept et chœur, terminée par une abside circulaire. Deux absidioles ornent les bras du transept. Un clocher s'élève sur la croisée. Une sacristie a été ajoutée au chevet, côté sud, à la fin du XIXe siècle.
L'édifice est classé au titre des monuments historiques, le 17 septembre 1924.

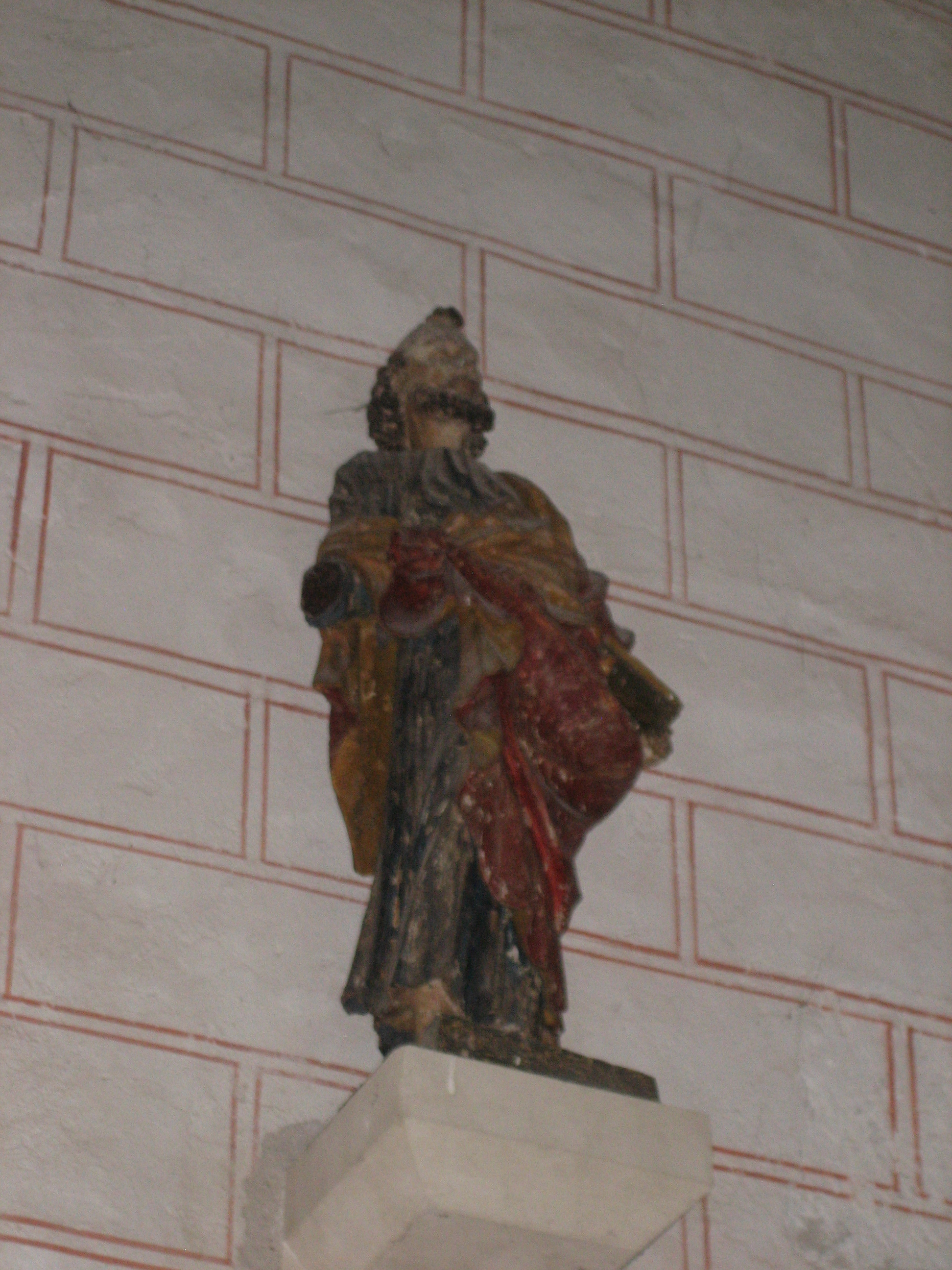
Saint Pierre, XVI, en 2012.

## Description

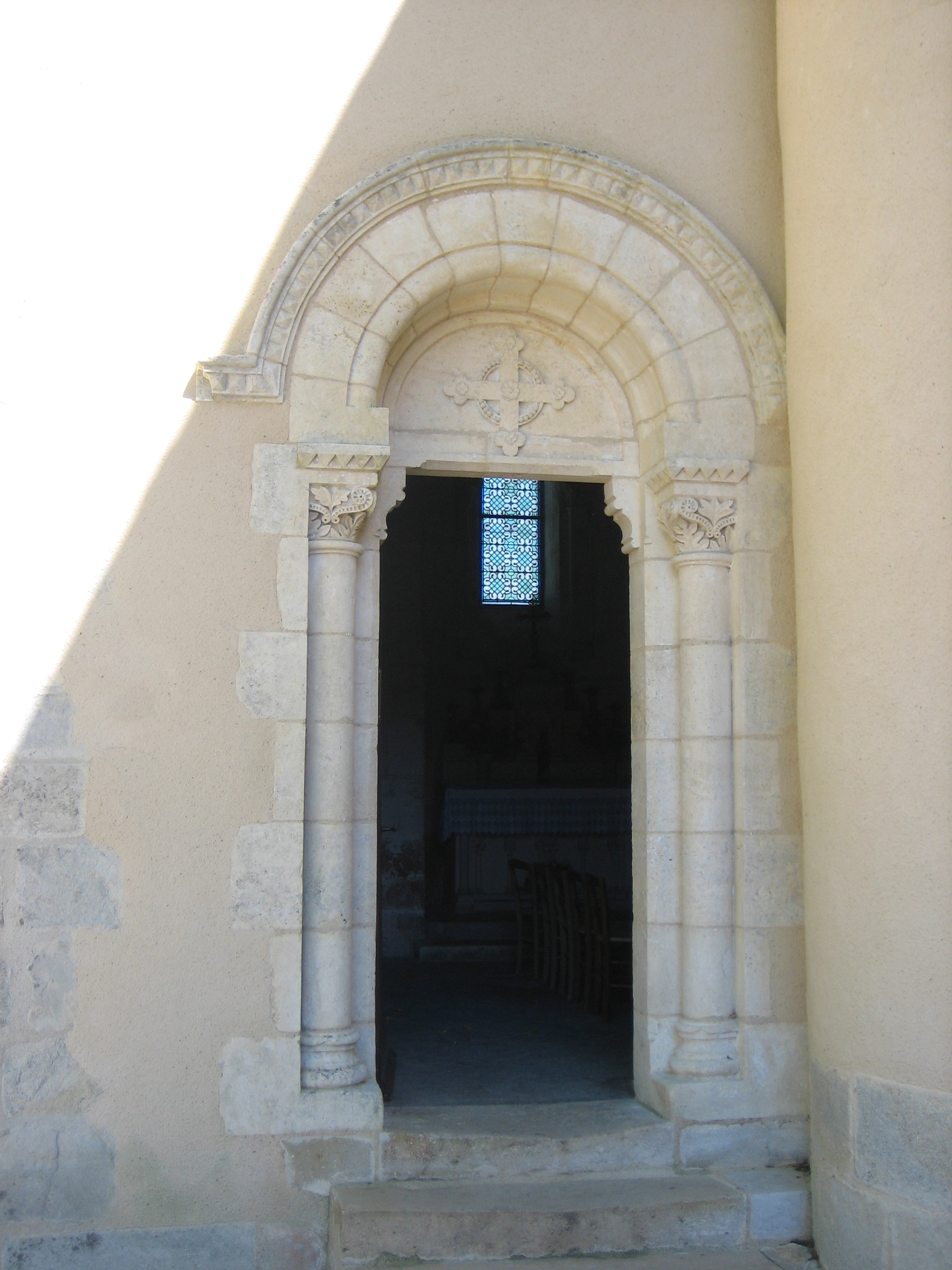
L'entrée nord.

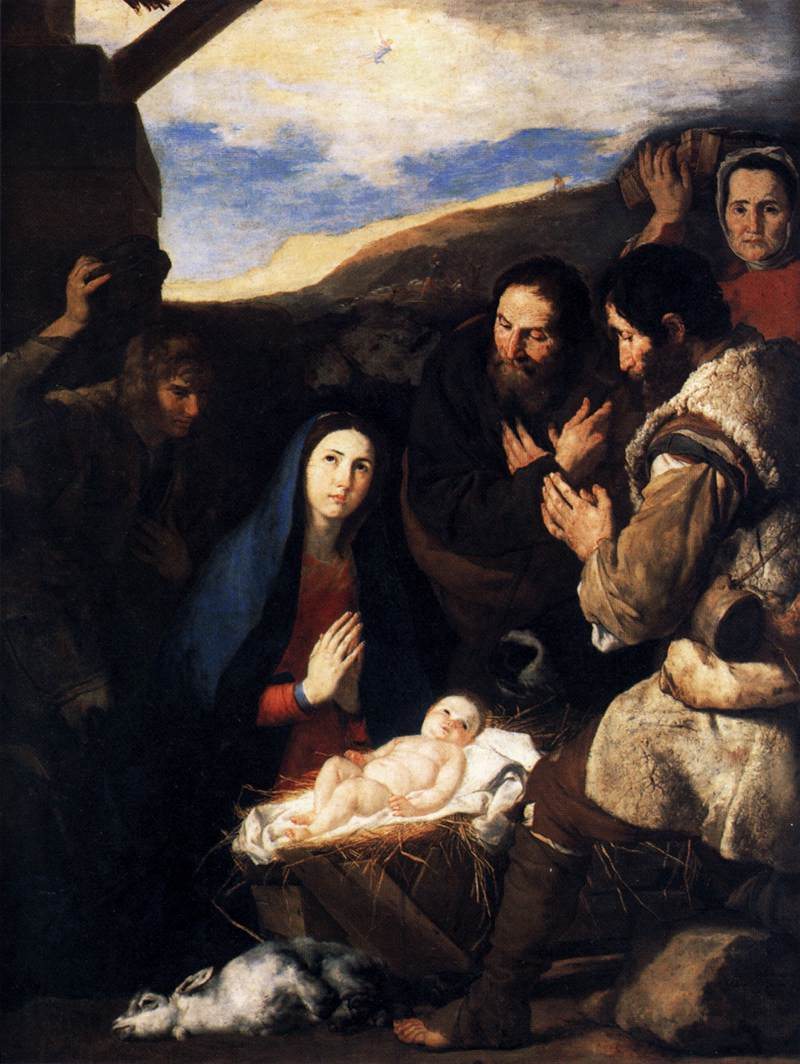
José de Ribera, Adoration des bergers. L'original est au musée du Louvre.

La nef, primitivement recouverte en charpente, a été rénovée. Elle est à nouveau couverte d'un berceau de bois, qui a succédé aux ogives  montées à la fin du XIXe siècle. Le transept, sur plan carré, est voûté en arc de cloître à huit pans reposant sur trompes et supporté par quatre doubleaux retombant sur huit colonnes aux chapiteaux sculptés (feuillages, personnages). L'abside est éclairée par trois fenêtres ornées de colonnettes aux chapiteaux sculptés. Les décorations des chapiteaux ont été interprétées comme représentant les sept pêchés capitaux.
Des peintures en trompe-l'œil du XVIIIe siècle décoraient l'abside. Encore visibles sur les clichés des monuments historiques, elles ont été recouvertes lors d'une rénovation ultérieure.
L'église s'ouvre par un portail orné d'un boudin reposant sur deux colonnes à chapiteaux sculptés. Le portail, muré en 1854 lors d'une rénovation, a été rouvert, et la façade a été réhabilitée. Ces travaux, achevé en 2010, ont été possibles grâce à l'action exercée par l'association fondée par l'abbé Debourges, auquel a succédé Jacques Hivert. La façade est austère. Le portail est en plein cintre, est composé de deux « rouleaux » nus, reposant sur des colonnes, aux chapiteaux garnis d'entrelacs avec tailloirs amortis par une petite pente et aux bases empâtées dans un talus. Le portail est accompagné de deux niches à fond plat. L'étage supérieur comporte trois fenêtres. L'archivolte de bandes ornées de petits cylindres (billettes) se termine par un cordon qui contourne les contreforts. Le chapiteau de gauche du portail présente des lions affrontés.
À l'intérieur, de part et d'autre des piliers du transept, sont aménagés de petits couloirs étroits appelés « passages berrichons ». Cette disposition favorisait la circulation, en permettant l'accès aux chapelles latérales sans passer par la croisée du transept. On trouve une statue de saint Pierre et une de saint Jean-Baptiste, en bois du XVIe siècle, ainsi qu'une copie du tableau Adoration des bergers de José de Ribera, offerte par le gouvernement impérial en 1850.

## Photographies

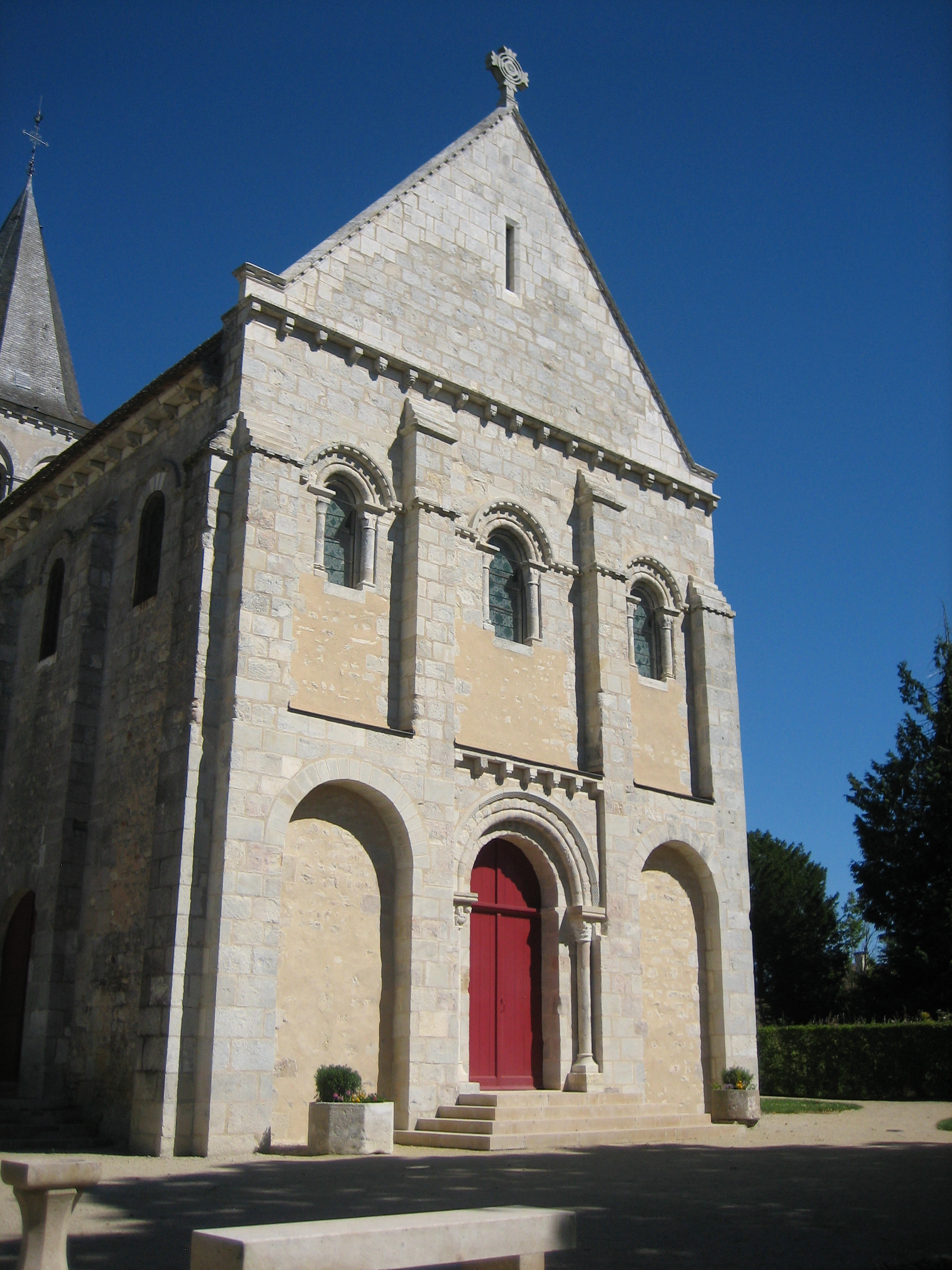
La façade après restauration en 2012.
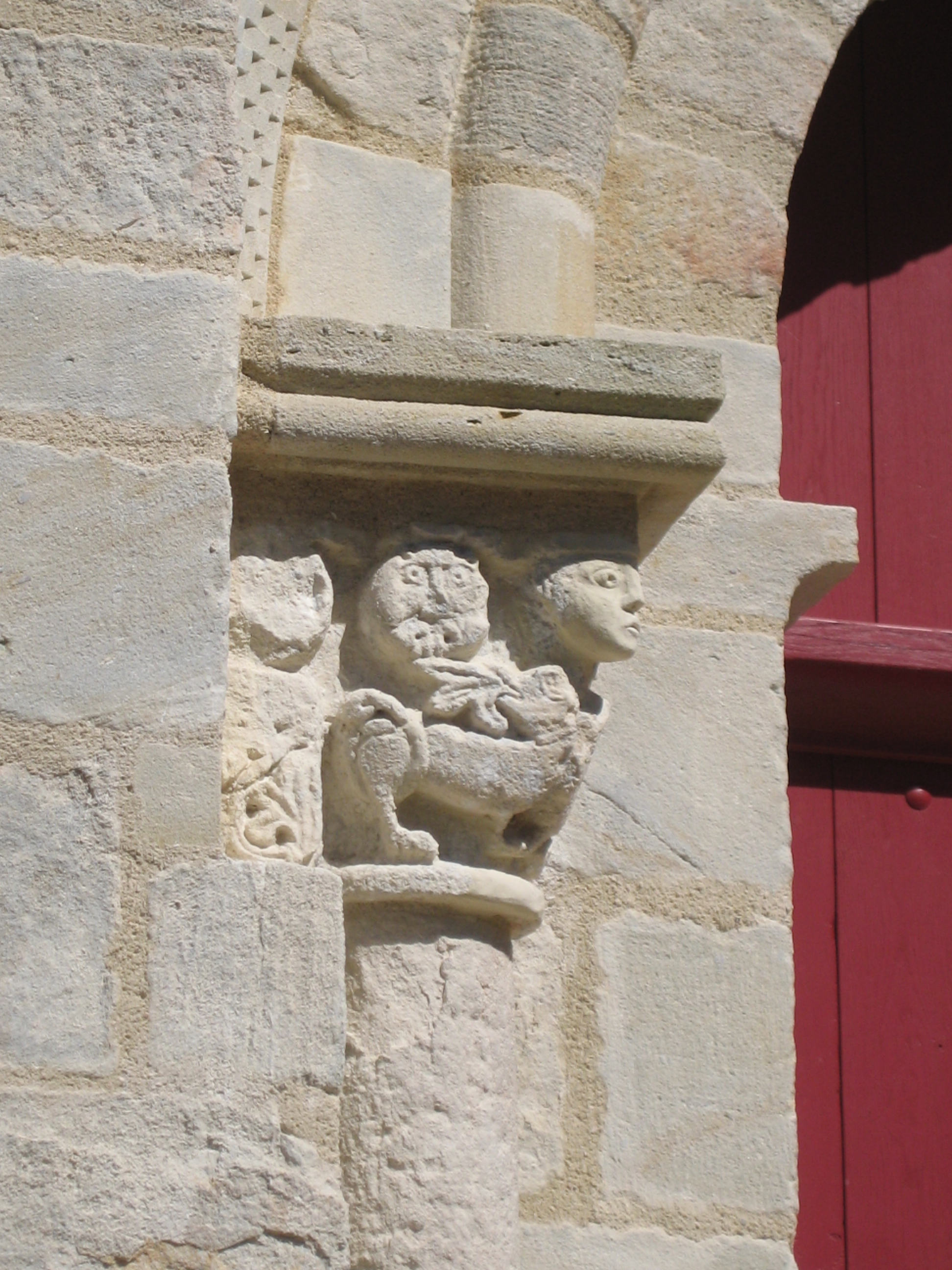
Le chapiteau du portail portant des lions affrontés.
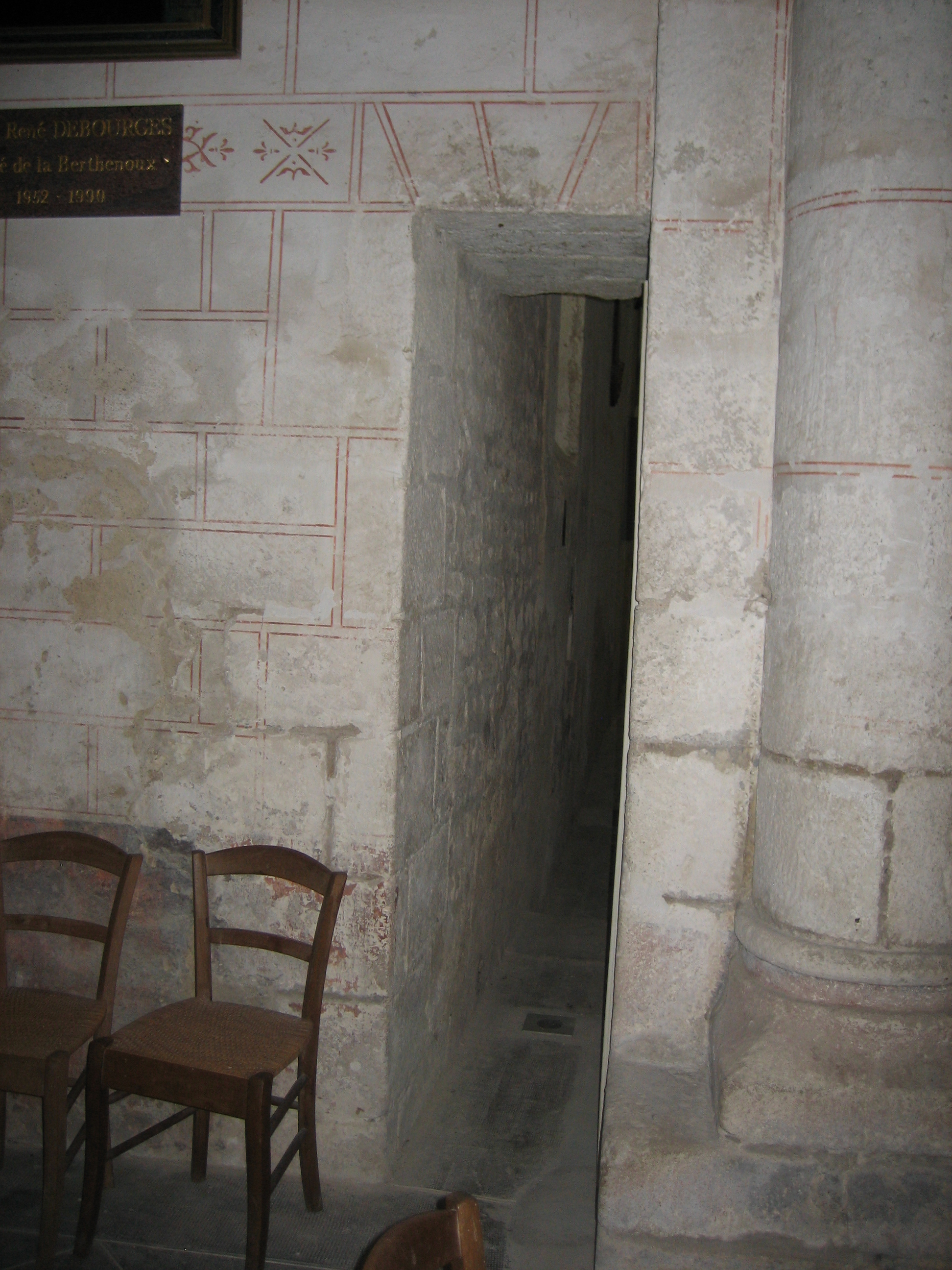
Un « passage berrichon ».
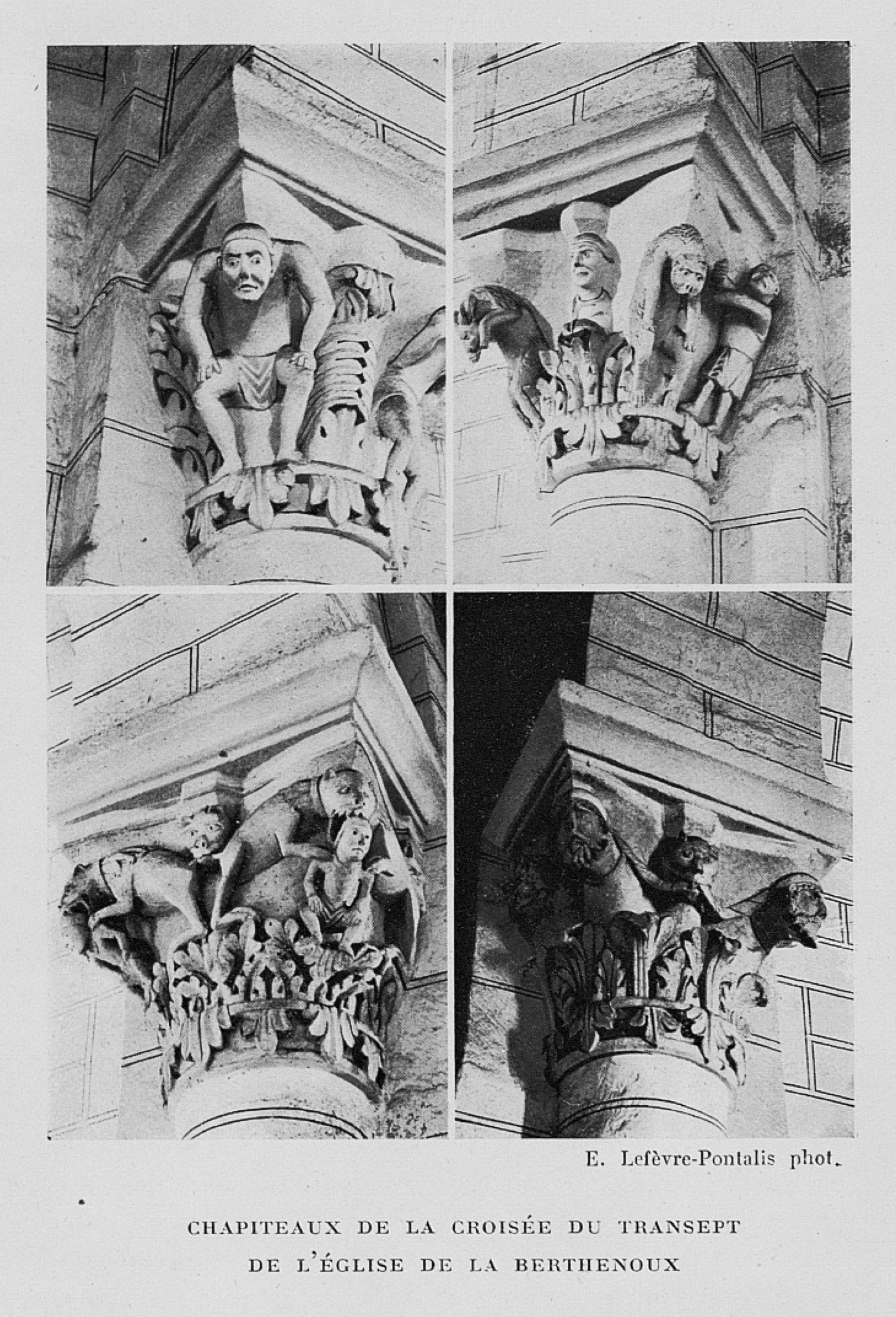
Quatre des chapiteaux des colonnes du transept.
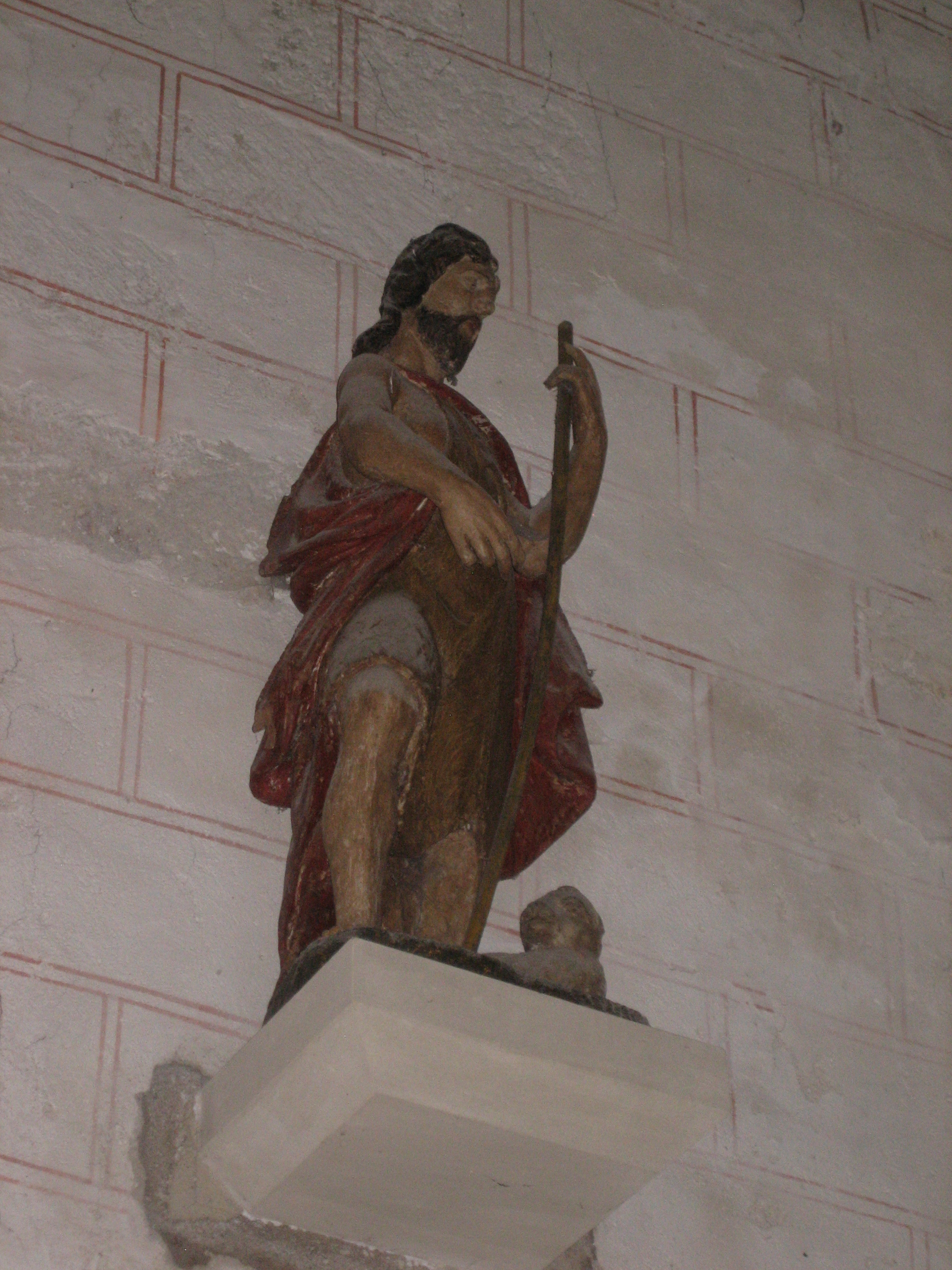
Saint Jean-Baptiste, XVIe siècle.